# Mount Mann
Mount Mann ist ein 1680 m hoher Berg im westantarktischen Queen Elizabeth Land. In der Forrestal Range der Pensacola Mountains ragt er 6 km südlich des Mount Zirzow am südöstlichen Rand des Lexington Table auf.
Der United States Geological Survey kartierte ihn anhand eigener Vermessungen und Luftaufnahmen der United States Navy aus den Jahren von 1956 bis 1966. Das Advisory Committee on Antarctic Names benannte ihn 1968 nach Captain Edward K. Mann von der United States Air Force, der von 1966 bis 1968 als Assistent in der Forschungsabteilung der Reservestreitkräfte der US Navy in Antarktika tätig war.